# Bouchée

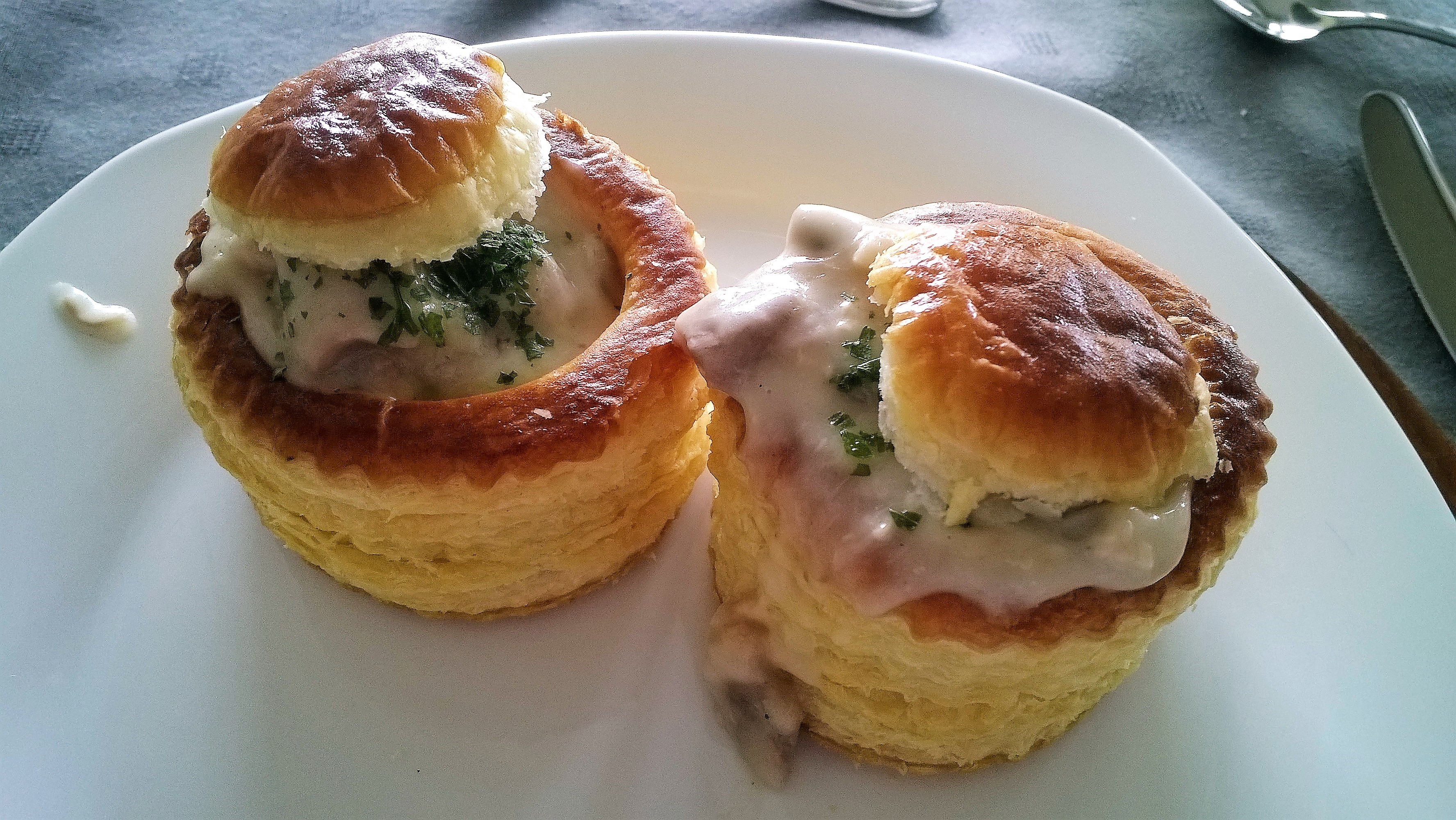
Bouchées à la reine

Bouchée (französisch: Bissen) ist die Bezeichnung für ein kleines becherförmiges Pastetchen aus Blätter- oder anderem Teig. Bouchées unterscheiden sich von den ähnlichen Vol-au-Vent vor allem durch den etwa nur halb so großen Durchmesser. Traditionell werden Bouchées mit Deckel hergestellt. Sie können als herzhafte Vorspeise (mit Salpicón) oder süßer Nachtisch (mit Vanillecreme) zubereitet werden, die jeweilige Füllung wird kurz vor dem Servieren eingefüllt und heiß serviert.
Die ersten kleinen Bouchées sollen von Königin Maria Leszczyńska erfunden oder zumindest in Mode gebracht worden sein, sie wurden wohl nach ihr Bouchée à la reine (Königinpastete) benannt. Sie werden mit salpicón à la reine (enthält Hühnchenfleisch) gefüllt.

## Zubereitung

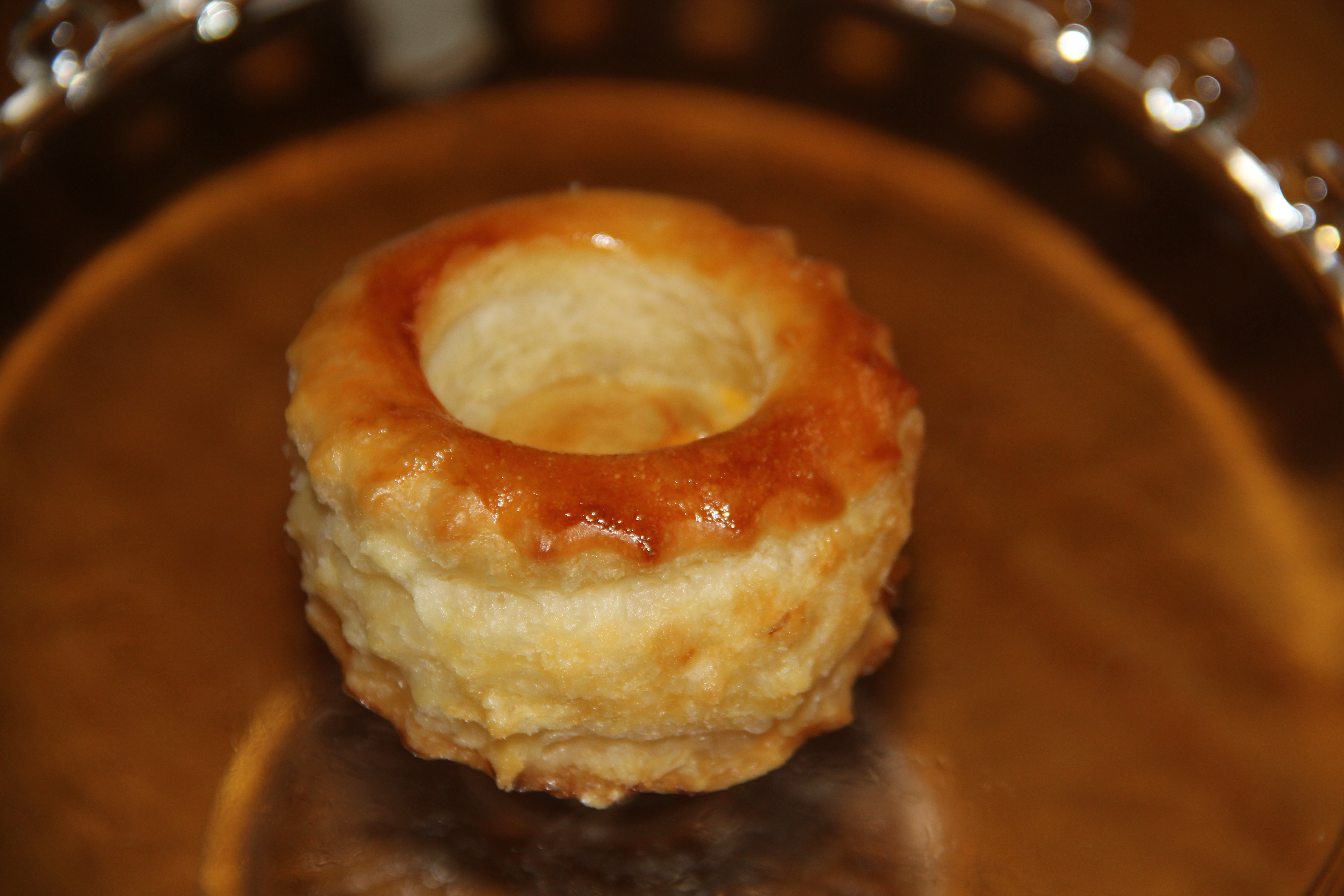
Bouchée ungefüllt

Auf einer mit Mehl bestäubten Arbeitsfläche Blätterteig ausrollen. Mit einem runden Ausstecher (mit geriffeltem Rand) Teigkreise und dann mit einem Ringschneider paarig entsprechend viele Teigringe ausstanzen, mit der bemehlten Seite nach oben drehen. Den Rand der Teigböden mit geschlagenem Ei bestreichen und die Ringe darauf legen, etwas trocknen lassen, bevor die Bouchées auf einem angefeuchteten Backblech gebacken werden.